# Губернатор Калужской области
Губерна́тор Калу́жской о́бласти — высшее должностное лицо Калужской области, формирует и возглавляет правительство Калужской области.
Действует на основании Устава Калужской области и закона Калужской области «О Правительстве Калужской области».

## История

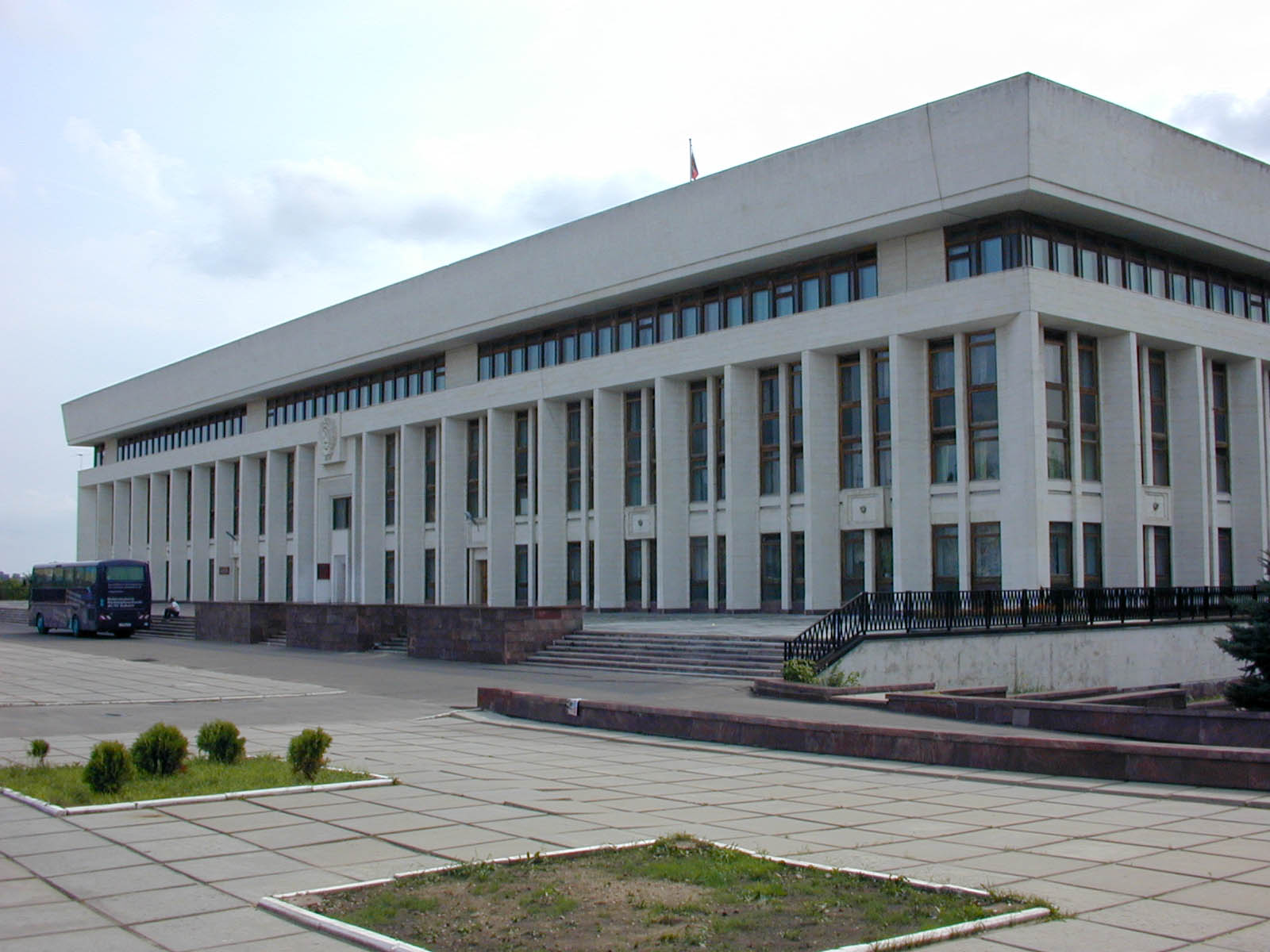
Резиденция губернатора — здание областной администрации на площади Старый Торг в Калуге.

С момента образования в 1944 году Калужской области и до весны 1990 года ведущую роль в её руководстве занимал Калужский областной комитет КПСС, а фактическим высшим должностным лицом области был 1-й секретарь Калужского обкома КПСС. С февраля 1990 года по август 1991 года первым секретарём Калужского обкома КПСС был Валерий Сударенков. Исполнительные функции осуществлял формируемый областным советом облисполком, председатель которого был номинальным высшим должностным лицом, а фактически — вторым по значимости. К тому же в СССР было принято, что первый секретарь обкома КПСС являлся одновременно и председателем областного совета.
В 1990 году произошло резкое снижение влияния однопартийной системы в связи с отменой 14 марта 1990 года шестой статьи советской конституции, которая определяла «руководящую и направляющую роль» КПСС. Российские регионы фактически начали развиваться по модели «парламентской республики». Как результат, первым лицом в регионе стал председатель регионального совета. Большинство руководителей региональных партийных комитетов стремились избраться на пост председателя регионального совета и совмещать обе должности. Так произошло и в Калужской области — в феврале 1990 года Валерий Сударенков возглавил обком КПСС, а в марте 1990 и областной Совет народных депутатов. Но 20 июня 1990 года первый съезд народных депутатов РСФСР принял постановление «О механизме народовластия в РСФСР», запрещающее совмещение должности руководителя государственного органа власти или управления с любой другой должностью, в том числе в политических или общественно-политических организациях. Занимавший две главные должности в Калужской области Валерий Сударенков оставался совместителем до августа 1991 года. 17 августа 1991 года он сложил полномочия первого секретаря обкома, оставшись председателем Совета народных депутатов до 1993 года.
После августовских событий 1991 года исполкомы всех уровней стали заменяться администрациями. На начальном этапе постсоветской истории предполагалось, что выборность региональных руководителей будет вводиться во всех регионах. В августе 1991 года президент России Борис Ельцин обещал скорейшее проведение выборов. На переходный период, однако, был создан новый институт — назначаемого президентом главы региональной администрации (под администрацией понимается орган региональной исполнительной власти). 27 сентября 1991 года указом президента РФ Бориса Ельцина главой администрации Калужской области был назначен Александр Дерягин, председатель комитета по науке и народному образованию Верховного Совета РФ и народного депутата.
22 января 1996 года Дерягин ушёл в отставку по собственному желанию, назначив вместо себя врио главы администрации своего первого заместителя Виктора Пахно. 7 марта 1996 года президент Борис Ельцин по представлению премьера Виктора Черномырдина назначил главой администрации полпреда президента в Калужской области Олег Савченко.
27 марта 1996 года законодательным собранием Калужской области был принят Устав Калужской области. С этого же дня должность официально стала именоваться «губернатор». 15 августа 1996 года заксобрание приняло закон о выборах губернатора. Кандидат должен быть не моложе 30 лет и проживать в области. Срок полномочий губернатора — 4 года. В случае досрочной отставки полномочия автоматически возлагаются на вице-губернатора.
27 октября 1996 года состоялись первые выборы губернатора Калужской области. В первом туре большинство голосов получили председатель Законодательного собрания области Валерий Сударенков (45,76 %) и действующий губернатор Олег Савченко (39,63 %). Во втором туре, состоявшимся 9 ноября, победил Валерий Сударенков (63,51 %).
12 ноября 2000 года на очередных выборах победил вице-губернатор Анатолий Артамонов с 55,97 %, поддержанный «Единством», Народно-патриотическим союзом России и действующим губернатором Сударенковым.
В ноябре 2001 года законодательное собрание области приняло новый Устав Калужской области, в котором срок полномочий губернатора и областных депутатов увеличен с четырёх до пяти лет.
14 марта 2004 года Анатолий Артамонов был переизбран (66,86 %) на пятилетний срок, вторым стал кандидат «против всех» (12,83 %).
В сентябре 2004 года президент России Владимир Путин выступил с инициативой изменения порядка наделения полномочиями высших должностных лиц субъектов Федерации, предложив утверждать их в должности решениями законодательных органов по предложению президента. Законопроект об отмене прямых губернаторских выборов был разработан и принят в декабре 2004 года.
Уже в июле 2005 года Артамонов обратился к президенту Путину с вопросом о доверии и по новой процедуре по предложению президента Владимир Путин он был утверждён заксобранием в должности губернатора Калужской области на новый пятилетний срок. Пройти процедуру переназначения Артамонов пожелал добровольно.
10 июня 2010 года по предложению президента Дмитрия Медведева Артамонов вновь утверждён заксобранием в должности губернатора Калужской области. Вступил в должность 26 июля 2010 года.
В 2012 году президент России Дмитрий Медведев принял закон, вернувший в России прямые выборы глав регионов.
Полномочия Артамонова истекали 25 июля 2015 года, однако 11 июня он досрочно подал в отставку и при этом попросил у президента Путина разрешения баллотироваться вновь (в иных случаях закон это запрещает). Путин разрешение дал и назначил Артамонова врио губернатора до вступления в должность избранного на выборах. На состоявшихся 13 сентября 2015 года выборах Артамонов победил в первом туре, набрав 71,43 % голосов.
13 февраля 2020 года Артамонов подал в отставку, и временно исполняющим обязанности губернатора Калужской области стал Владислав Шапша.  13 сентября Шапша победил на выборах, набрав 71,19 % голосов.

## Порядок избрания и вступления в должность
Порядок наделения полномочиями установлен федеральным законом и Уставом Калужской области.
С июня 2012 года губернатор Калужской области избирается гражданами, проживающими в Калужской области и обладающими активным избирательным правом при тайном голосовании. Губернатор избирается на срок пять лет и не может замещать должность более двух сроков подряд. Срок полномочий исчисляется со дня его вступления в должность.
В случаях, когда губернатор временно (в связи с болезнью или отпуском) не может исполнять свои обязанности, их исполняет заместитель губернатора, определяемый губернатором. В отдельных случаях президент Российской Федерации в вправе назначить временно исполняющего обязанности.
В случае досрочной отставки, временного отстранения или истечения срока полномочий губернатора, на период до вступления в должность вновь избранного губернатора должность замещает временно исполняющеий обязанности, назначаемый президентом Российской Федерации.

## Выборы губернатора
В 1991 и 1996 годах губернатор был назначен президентом России. Прямые выборы проводились в 1996, 2000 и 2004 годах. В 2005—2012 годы прямых выборов не проводилось, в 2005 и 2010 годах губернатор был выбран президентом России и утверждён в должности Законодательным собранием.
Вновь прямые выборы состоялись в 2015 году, затем в 2020 году. Следующие выборы состоятся в 2025 году.

## Список губернаторов Калужской области
- Дерягин, Александр Васильевич (25 сентября 1991 — 22 января 1996)
- Пахно, Виктор Степанович (и. о., 22 января — 7 марта 1996)
- Савченко, Олег Витальевич (7 марта — 14 ноября 1996)
- Сударенков, Валерий Васильевич (14 ноября 1996 — 18 ноября 2000)
- Артамонов, Анатолий Дмитриевич (18 ноября 2000 — 13 февраля 2020)
- Шапша, Владислав Валерьевич (с 13 февраля 2020)